# Las Matas de Santa Cruz
Las Matas de Santa Cruz es un municipio de la República Dominicana, que está situado en la provincia de Monte Cristi.

## Límites
Municipios limítrofes:
|                               | Norte: Castañuelas      |                |
| Oeste: Monte Cristi y Dajabón |                         | Este: Guayubín |
|                               | Sur: Partido y Guayubín |                |

## Distritos municipales
Está formado por el distrito municipal de:
| Nombre                  | Código   |
| ----------------------- | -------- |
| Las Matas de Santa Cruz | 04150401 |